# Gmina związkowa Kell am See
Gmina związkowa Kell am See (niem. Verbandsgemeinde Kell am See) − dawna gmina związkowa w Niemczech, w kraju związkowym Nadrenia-Palatynat, w powiecie Trier-Saarburg. Siedziba gminy związkowej znajdowała się w miejscowości Kell am See.

## Podział administracyjny
Gmina związkowa zrzeszała trzynaście gmin wiejskich:
1. Baldringen
2. Greimerath
3. Heddert
4. Hentern
5. Kell am See
6. Lampaden
7. Mandern
8. Paschel
9. Schillingen
10. Schömerich
11. Vierherrenborn
12. Waldweiler
13. Zerf

1 stycznia 2019 została połączona z gmina związkową Saarburg tworząc jednocześnie nową gminę związkową Saarburg-Kell